# Джордж Орд
Джордж Орд (англ. George Ord; 4 березня 1781 — 24 січня 1866) — американський натураліст, зоолог, орнітолог.
Орд народився у Філадельфії. Його батько був власником підприємства з виробництва канатів і Орд приєднався до сімейного бізнесу, очоливши його після смерті батька в 1806 році. У 1829 році він пішов з бізнесу, щоб приділяти більше часу науці.
У 1815 році Орд став членом Академії природничих наук Філадельфії, а через два роки став членом Американського філософського товариства. Він займав ключові посади в обох товариствах. Орд одержав кілька зразків, привезених Льюїсом і Кларком для опису. Так він отримав змогу описати та дати наукову назву ведмедю грізлі, чорнохвостій собачці та вилорігу. Також описав низку нових видів птахів.